# Ch’idriinjik River
Der Ch’idriinjik River (offizieller Flussname seit 2015; ehemals Middle Fork Chandalar River) ist ein etwa 227 km langer linker Nebenfluss des Teedriinjik River (vormals Chandalar River und North Fork Chandalar River) im Norden des US-Bundesstaats Alaska.

## Geographie
Der Ch’idriinjik River ist ein wichtigster Nebenfluss des Teedriinjik River. Vor der Umbenennung der Flüsse galt er als der mittlere Quellfluss des Chandalar River, der sich mit dem North Fork Chandalar River vereinigte.
Der Ch’idriinjik River entspringt in den Philip Smith Mountains, ein Teilgebirge der Brookskette, auf einer Höhe von etwa 1730 m. Sein Quellgebiet befindet sich im Arctic National Wildlife Refuge. Der Flusslauf des Ch’idriinjik River liegt östlich von dem des Teedriinjik River. Der Ch’idriinjik River fließt in überwiegend südlicher Richtung durch das Bergland. Bei Flusskilometer 126 trifft der Your Creek, der bedeutendste Nebenfluss, von rechts auf den Ch’idriinjik River. Der Ch’idriinjik River bildet einen verflochtenen Fluss.

## Einzugsgebiet
Der Ch’idriinjik River entwässert ein Areal von etwa 4510 km². Das Einzugsgebiet grenzt im Westen an das des oberstrom gelegenen Teedriinjik River, im Norden an das des Sagavanirktok River sowie im Osten an die Einzugsgebiete von Wind River und North Fork East Fork Chandalar River.

## Namensgebung
Der neue Flussname kommt aus der Sprache der Gwich’in und bedeutet „Herz-Fluss“.